# Beirut (groupe)
Pour les articles homonymes, voir Beirut.
Pour l’article ayant un titre homophone, voir Beyrouth.
Beirut est un groupe américain de folk. Formé par Zach Condon, le groupe a notamment traversé l'Europe et les pays de l'Est, donnant naissance à une musique mélangeant des racines folk (guitare, chant) et des sonorités slaves (cuivres, mandoline…).

## Histoire

### Débuts
En 2006, Beirut sort deux albums sur le label discographique Ba Da Bing : Gulag Orkestar et Lon Gisland, désormais réunis sur une version longue de Gulag Orkestar. Beirut a aussi d'autres morceaux sur l'EP Pompeii, une chanson avec Calexico, et un titre (Venice) sur une compilation du magazine The Believer, et un autre titre sur la compilation Big Change: Songs for FINCA de Natalie Portman intitulé My Night With the Prostitute From Marseille.
Beirut sort ensuite deux albums : The Flying Club Cup en 2007, s'inspirant de la vieille chanson française et comportant de nombreux titres faisant référence à la France, tels que Cliquot, Nantes, Cherbourg et La Banlieue, entre autres, et March of the Zapotec and RealPeople Holland, ajoutant une influence latino-américaine à la musique déjà métissée du groupe. Les premiers clips vidéos sont ceux des titres Elephant Gun et Postcards from Italy. Ils sont tournés par Alma Har'El.

### No No NoetGallipoli
Le 1er juin 2015, Beirut annonce son quatrième album, No No No, sorti le 11 septembre 2015. Le même jour, le morceau-titre No No No est publié en streaming. L'album est enregistré à la suite d'une période de troubles dans la vie de Condon, confronté à un divorce et ayant été admis dans un hôpital en Australie pour épuisement à la suite d'une longue tournée. Beirut annonce également une tournée pour l'album.
Le 22 octobre 2018, Condon annonce le prochain album de Beirut, Gallipoli, sorti le 1er février 2019. L'album est nommé d'après la ville italienne homonyme où Condon a écrit la chanson-titre. Le 10 janvier 2019, le vidéoclip de la nouvelle chanson de Beirut, Landslide, est dévoilé.

### ArtifactsetHadsel
Le 20 octobre 2021, Beirut annonce la sortie de leur prochain album, Artifacts, le 28 janvier 2022, via la diffusion du single Fisher Island Sound sur la chaîne YouTube officielle du groupe. L'album est une compilation d'« EP collectés, singles, faces B et premiers travaux », incluant une réédition du EP Lon Gisland ». L'album est sorti via Pompeii Records le 28 janvier 2022.
Le 30 août 2023, Beirut annonce son prochain album, Hadsel, et publie le premier single So Many Plans sur la chaîne YouTube officielle du groupe. L'album sort chez Pompeii Records le 10 novembre 2023. Il tire son nom de l'île du nord de la Norvège sur laquelle l'interprète a vécu en 2020. Dans une critique de 4/5 étoiles dans The Guardian, cet album est décrit par le critique Dave Simpson comme « une célébration triomphante de la vie ».

## Membres
- Zach Condon — chant, piano, ukulélé, saxhorn, trompette, accordéon, batterie
- Jason Paranski — guitare, mandoline
- Kelly Pratt — trompette, cor d'harmonie, saxhorn, tuba
- Paul Collins — basse
- Nicholas Petree — batterie, percussions
- Perrin Cloutier — accordéon
- Jon Natchez — saxophone, clarinette, mandoline, ukulélé
- Kristin Ferebee — violon
- Heather Trost — violon

## Discographie

### Albums studio
- 2006 : Gulag Orkestar
- 2007 : The Flying Club Cup
- 2011 : The Rip Tide
- 2015 : No No No
- 2019 : Gallipoli
- 2023 : Hadsel
- 2025 : A Study of Losses

### Compilations
- 2022 : Artifacts: The Collected EPs, Early Works & B-Sides

### Participations
- 2009 : Dark Was the Night (chanson Mimizan)
- 2009 : Alaska in Winter (album Holiday)